# Winfield Scott Hammond
Winfield Scott Hammond (* 17. November 1863 in Southborough, Worcester County, Massachusetts; † 30. Dezember 1915 in Clinton, Louisiana) war ein US-amerikanischer Politiker und im Jahr 1915 Gouverneur des Bundesstaates Minnesota. Zwischen 1907 und 1915 vertrat er seinen Staat im US-Repräsentantenhaus.

## Frühe Jahre und politischer Aufstieg
Winfield Hammond besuchte die öffentlichen Schulen seiner Heimat und danach bis 1889 das Dartmouth College in New Hampshire. Nach seinem Umzug nach Madelia in Minnesota wurde er Lehrer. Gleichzeitig studierte er Jura. Im Jahr 1891 wurde er als Rechtsanwalt zugelassen, worauf er seinen neuen Beruf ergriff und in Saint James praktizierte.
Hammond wurde Mitglied der Demokratischen Partei. Im Jahr 1892 bewarb er sich erfolglos um einen Sitz im US-Kongress. Von 1895 bis 1896 und nochmals von 1900 bis 1905 war er Bezirksstaatsanwalt im Watonwan County. Dazwischen war er von 1896 bis 1900 Mitglied des Schulausschusses (State Board of Normal School Directors).

## Kongressabgeordneter und Gouverneur
Im Jahr 1906 wurde Winfield Hammond als Abgeordneter in den Kongress gewählt. Dort verblieb er nach einigen Wiederwahlen vom 4. März 1907 bis zum 6. Januar 1915. An diesem Tag legte er sein Mandat nieder, um den Posten des Gouverneurs von Minnesota anzutreten. In dieses Amt war er am 3. November 1914 gewählt worden. Als Gouverneur setzte er sich für das Frauenwahlrecht und andere progressive Reformen ein. Allerdings blieb ihm kaum Zeit, seine Pläne zu verwirklichen. Während eines Besuchs in Louisiana verstarb Gouverneur Hammond überraschend an einer Fleischvergiftung.